# Makrasika
Makrasika (gr. Μακράσυκα, tur. İncirli) – wieś na Cyprze, w dystrykcie Famagusta. Położona jest na terenie republiki Cypru Północnego.